# أبو فهر
أبو فهر أو جنان أبي فهر هو موقع أثري يقع في المركز العمراني الشمالي لمدينة تونس يعود تاريخ إنشائه إلى القرن الثالث عشر. كان يحتوي على حوض مائي ضخم وبعض المستنقعات إضافة إلى قصور وأبراج ورياض.

يصعب تحديد مساحته الأصلية إذ أنه خضع للتهيئة العمرانيّة وجهّز ببنية تحتيّة. لم يبق منه اليوم إلا قطعة أرضية تبلغ مساحتها 6 هكتارات تحتوي على آثار حوض مائي فسيح وقعت صيانته من قبل الكاتب العامّ للحكومة التونسية سنة 1912. وكان «بول غوكلر» (Paul Gauckler) أوّل من اكتشف المعلم سنة 1902 وحقّق أنّه موقع أبو فهر.

## التاريخ
أمر ببناء «جنان أبي فهر» السلطان الحفصي المستنصر (1249 - 1277م) وهو نجل أبي زكرياء مؤسّس الدولة الحفصية سنة 821 م. ويعد «أبو فهر» جزءا من مشروع مائي ضخم إذ أقيمت أشغال سمحت بإيصال مياه زغوان إلى العاصمة وإلى جامع الزيتونة وجنان السلطان.

وقد أخبر الزركشي أنّ الأشغال بدأت سنة 648هـ/1250م أي بعد سنة من تولّي السلطان الحكم وأنّها انتهت سنة 666هـ/1267 - 1268م، كما أخبرنا أنّ المستنصر تولّى ترميم الحنايا الرومانية وإصلاحها حتى يتسنّى جلب ماء زغوان إلى تونس وإلى «جنان أبي فهر». ونجد المعلومات نفسها عند العبدري والعمري وابن أبي دينار.

أنفق السلطان أموالا كثيرة على هذه الجنان الفخمة التي استغرق إنجازها 18 سنة وجنّد لها آلاف العمّال.

يبلغ عرض الحوض الكبير 78,50م، وتقدّر سعته ب45000 م3. أما الجناح فيبدو أنه مستطيل الشكل ويمتدّ من الشرق إلى الغرب على مدى 31م.

## الموادّ وتقنيات البناء
بني الجناح والحوض من الطوب. وقد وصف ابن خلدون في مقدّمته تقنية البناء في ذلك العهد حيث قال: ومنها البناء بالتراب خاصّة يتّخذ لها لوحان من الخشب مقدّران طولا وعرضا باختلاف العادات في التقدير وأوسطه أربعة أذرع في ذراعين فينصبان على أساس وقد بوعد ما بينهما بما يراه صاحب البناء في عرض الأساس ويوصل بينهما بأذرع من الخشب يربط عليها بالحبال والجدر ويسدّ الجهتان الباقيتان من ذلك الخلاء بينهما بلوحين آخرين صغيرين ثمّ يوضع فيه التراب مخلطا بالكلس ويركّز بالمراكز المعدّة حتّى ينعم ركزه وتختلط أجزاؤه ثمّ يزاد التراب ثانيا وثالثا إلى أن يمتلئ ذلك الخلاء بين اللوحين، وقد تداخلت أجزاء الكلس والتراب وصارت جسما واحدا، ثمّ يعاد نصب اللوحين على الصورة ويركز كذلك إلى أن يتمّ وينظم الألواح كلها سطرا من فوق سطر إلى أن ينتظم الحائط كلّه ملتحما كأنّه قطعة واحدة ويسمّى الطابية وصانعه الطوّاب. (المقدمة ط. بولاق. 1320هـ، ص 386.).

بداخل الحوض طليت الجدران بطلاء من نوع خاص بالمتشئات المائية سمكه 5 صم متكوّن من خليط من الكلس والجبس وفحم الحطب ومن كميّة قليلة من الفخار المهروس. ولقد اندثر هذا الطلاء ولم يبق إلاّ في بعض المواضع، وعلى الجدران التي كانت مدفونة في باطن الأرض.

وللطّوب الحفصي الموجود في هذا الحوض صلابة شبيهة بصلابة الحجارة. وكان مستعملا بكثرة في الهندسة المعمارية الإسلامية بالأندلس.

أستخدمت هذه التقنية في تونس في زمن لاحق، إذ أمر الواثق - وهو الذي خلف المستنصر - بدعم أسوار مدينة تونس العتيقة ومنشآتها الدفاعية (باب الجديد) واستخدام مواد قريبة من التي استخدمت في بناء الحوض. وأتاحت الحفريّات التعرّف إلى موادّ أخرى استعملت للبناء والزينة كالصوان والرخام الأصفر والمجزّع بالورديّ (من شمتو) والزليج الأبيض والأسود... وهي موادّ تنمّ عن ترف لا تقدر عليه إلاّ الطبقات المحظوظة، ولم تستخدم بكثرة إلاّ في القرنين الخامس عشر والسادس عشر من قبل النخبة الحضرية لتكسية الجدران.

## المعطيات الأثريّة والتاريخيّة
بالنسبة للموقع، ليس هناك دلالة على احتلاله قبل العهد الحفصي. أمّا احتلاله المتأخّر في بداية القرن العشرين - كما تشهد به أرضيّة الاجر والقطعة النقدية التي ضربت في عهد الناصر باي. وفي خصوص البناءات ذات الأشكال الهندسية الأنيقة والمتناسقة فقد خُطّطت شرفتها وهيّئت لاعطاء السلطان مكان الصدارة وإبراز ملكه.

ويبدو أنّ المستنصر لم يقرّر إنجاز «أبي فهر» إلاّ بدافعين متناقضين: الورع والتسلية. ويذكر العبدري في «رحلته» التي ألّفها في أواخر القرن الثالث عشر (م) أنّ جامع الزيتونة لم يكن يزوّد إلاّ بكميّة ضئيلة من مياه الحنايا التي كان جلّها مخصّصا لقصور السلطان وجنانه. وفي الواقع كان هدف المستنصر تزويد الجامع الأعظم بالماء وتمكين المصلّين من الوضوء ولم يكن تزويد المدينة من أولويّاته، إذ كان على سكّان العاصمة أن يعوّلوا على مواجلهم وعلى بعض الآبار الجماعية.

كان «بستان أبي فهر» بحوضه الضخم وقصوره وأبراجه ورياضه ومستنقعاته في حاجة ماسّة إلى مياه الحنايا، ولكن لم يدم طويلا على ما يبدو. فبعد وفاة المستنصر الذي واصل على غرار أبيه دعم أركان الدولة، مرّت البلاد بفترة طويلة من عدم الاستقرار السياسيّ غير ملائمة لانجاز الأشغال الكبرى. وهي فترة اتّسمت على حدّ قول «برنشفيك» (R.Brunschvig) بالاضطرابات والضعف والانقسامات التي مرّت بها إفريقية على مدى حوالي مائة سنة منذ موت المستنصر. ولم تنجز أشغال مائية مهمّة إلاّ بعد تولّي أبي فارس (1394 - 1434) وخاصّة في عهد أبي عمرو عثمان (1435 - 1488).
وقع التخلّي النهائيّ عن «جنان أبي فهر» عندما اختلّت الحنايا تماما، لم يبق من هذه الجنان في القرن السابع عشر إلاّ الحوض وبعض الخرائب، حسب شهادة ابن أبي دينار الذي يضيف أنّ اسم الموقع لم يبق له أثر في ذاكرة السكّان وأنّه أصبح يسمّى في أيّامه البطّوم. وفعلا، يوجد اليوم على مقربة من الموقع مكان يدعى بير البطّوم.

وكان المستنصر الذي تقلّد الحكم في الثانية والعشرين من عمره قد وضع حدّا للمثل الأعلى الذي دأب عليه الموحّدون والذي اتّبعه أبوه بصرامة والقائم على حياة الشظف والتقشّف واختار أسلوبا جديدا في العيش يتّسم بالتّرف والبذخ. ويندرج «أبو فهر» في نطاق جملة من المنشآت العظمى كان الغرض منها توفير المتعة واللّذة للسلطان وإحاطته بهالة من الهيبة. وقد عدّد ابن خلدون في تاريخه بعض تلك المنشآت مثل المنتزه الفسيح الذي أقيم للصيد قرب بنزرت ومثل البستان الذي أقيم برأس الطابية ومثل قبّة أساراك التي شيّدها المستنصر قبالة قصره، وهي كلّها مبان فخمة تبرز عظمة السلطان وتتجذّر في تقاليد سياسية إسلامية عريقة، من الأمويين إلى العباسيين ومن الأغالبة إلى الفاطميين.

## الهندسة
من حيث التصنيف ليس «لأبي فهر» علامات مميّزة تسمح بإدراجه في النموذج العباسي، لذلك فهو مقطوع الصلة بالتقليد القيرواني. ومن جهة أخرى، ورغم بعض المظاهر المشتركة بينه وبين النموذج الأموي، فهو لا يندرج فيه بل يمتاز بخصائص معمارية جامعة ومؤلّفة لعدّة نماذج كانت متواجدة في العالم الإسلامي في ذلك العهد. ولئن رأى جورج مارسيه أنّ بركة السباع بحمراء غرناطة هي النموذج الأصلي لعدّة منشآت معمارية في المغرب. ذلك أنّ حوض «أبي فهر» وجناحيه يتوسّطان البستان ويمثلان العنصر المركزيّ فيه. ومعلوم أنّ التصميم الإسلامي للبستان يولي اهتماما خاصّا للمركز، وهو في الأصل تصوّر فارسي تبنّاه المسلمون. وكثيرا ما يقارن البستان ذو الطابع الإسلامي بالجنّة كما جاء وصفها في القرآن.

إنّ «أبا فهر» مثال جيّد ومتأخّر لبستان شرقيّ.وقد استطاع المسلمون أن يفرضوا أنموذجا طريفا يختلف كلّ الاختلاف عن البستان الكلاسيكي ذي الطابع الروماني. فهما نموذجان يعكسان موقفين مغايرين من الطبيعة. يقول ماسينيون (Massignon): في المثال الكلاسيكي تتجلّى الرغبة في السيطرة على العالم من منظور مركزي تترامى أطرافه إلى الافاق وتنعكس الأبعاد في مياه أحواضه الكبيرة وتتحكّم بالإرادة المركزية في أشجاره، ولكنّها تذهب شيئا فشيئا إلى غزو كامل المحيط المجاور. أمّا في البستان الشرقي، فالأولويّة تعطى للغلق ولا ينصرف الاهتمام إلى الأطراف بل إلى المركز. ففي داخل الحديقة الإسلامية المحاطة بسورها تخميسات من الأشجار والأزهار تتجمّع انطلاقا من المحيط البعيد، متراصّة أكثر فأكثر كلّما اقتربت من المركز، وفي المركز يقوم البرج.

وفي «أبي فهر» كان البرج مكانا رسميّا ومكانا خاصّا في آن واحد. كان المستنصر يستقبل فيه رجال دولته وبالأخصّ العلماء والشعراء الذين كان أغلبهم من الأندلسيين المهاجرين إلى تونس.